# Municipio de Washington (condado de Vernon)
El municipio de Washington (en inglés: Washington Township) es un municipio ubicado en el condado de Vernon en el estado estadounidense de Misuri. En el año 2010 tenía una población de 2473 habitantes y una densidad poblacional de 26,56 personas por km².

## Geografía
El municipio de Washington se encuentra ubicado en las coordenadas 37°53′54″N 94°20′35″O / 37.89833, -94.34306. Según la Oficina del Censo de los Estados Unidos, el municipio tiene una superficie total de 93.12 km², de la cual 92,04 km² corresponden a tierra firme y (1,16 %) 1,08 km² es agua.

## Demografía
Según el censo de 2010, había 2473 personas residiendo en el municipio de Washington. La densidad de población era de 26,56 hab./km². De los 2473 habitantes, el municipio de Washington estaba compuesto por el 96,77 % blancos, el 0,61 % eran afroamericanos, el 0,89 % eran amerindios, el 0,12 % eran asiáticos, el 0,49 % eran de otras razas y el 1,13 % eran de una mezcla de razas. Del total de la población el 1,82 % eran hispanos o latinos de cualquier raza.